# Nela Eržišnik
Nela Eržišnik (ur. 18 czerwca 1922 w Banja Luce, zm. 14 sierpnia 2007 w Volosco) – aktorka i komik.

## Biografia
Urodziła się w Banja Luce jako Nevenka Maras. Po kilku latach jej rodzina przeniosła się do Zagrzebia. Po II wojnie światowej ukończyła studia w Szkole Aktorskiej w Zagrzebiu. Już jako studentka występowała w Chorwackim Teatrze Narodowym. Od 1953 roku występuje w Teatrze Dramatycznym w Zagrzebiu, założonego przez Branko Gavella. W latach 50. i 60. XX wieku grała w wielu filmach.
Pod koniec lat 50. XX wieku w Telewizji w Zagrzebiu zagrała rolę służącej Marice Hrdalo w komediowej produkcji Porodica Veselić (Rodzina Veselic). W postać tę wcielała się w innych programach radiowych i występach publicznych, gdy jako zwykła, prosta kobieta komentuje bieżące wydarzenia w kraju i na świecie, zyskując ogromną popularność. Zmarła 13 sierpnia 2007 w Volosco.
W 2003 roku ukazała się jej autobiografia Moja tri života: uspomene,a w 2007 roku ukazało się drugie wydanie książki.

## Najbardziej znane filmy
Sinji galeb (1953), Jubilej gospodina Ikla (1955), Ne okreći se sine, Svoga tela gospodar (1957), Samo ljudi (1957), H-8. Signali nad gradom (1960), Martin u oblacima (1961) i Breza (1967)